# بنی عمرو
بنی عمرو (عربی: بني عمرو) یک ناحیه فرعی است که در ناحیه الحیمه الداخلیه، استان صنعا، یمن واقع شده است. جمعیت بنی‌عمرو بر اساس سرشماری سال ۲۰۰۴ میلادی، ۶۶۲۵ نفر بوده است.